# The Bill
Division Enquêtes Criminelles
The Bill est un feuilleton télévisé britannique en 2 426 épisodes d'environ 45 minutes créé par Geoff McQueen et diffusé du 16 octobre 1984 au 31 août 2010 sur le réseau ITV1.
Ce feuilleton est inédit dans les pays francophones.

## Synopsis
Cette série met en scène le quotidien d'un commissariat de police à Londres spécialisé dans les trafics : drogue, vols de voitures, contrefaçon, traite des Blanches mais aussi des problèmes sociaux actuels.

## Distribution
La série a employé 174 acteurs réguliers au cours des années. La liste ne présente que les acteurs notables.
- Bill Murray (en) : Brigadier-détective Don Beech (1995-2004)
- Tony O'Callaghan (en) : Brigadier Matt Boyden (1991-2003)
- Christopher Ellison (en) : Inspecteur puis Inspecteur-chef, Frank Burnside (1984-2000)
- Mark Wingett (en) : Gardien de la paix puis Brigadier-détective, Jim Carver (1983-2007)
- Eric Richard (en) : Brigadier Bob Cryer (1984-2001)
- Jeff Stewart (en) : Gardien de la paix Reg Hollis (1984-2008)
- Graham Cole (en) : Gardien de la paix Tony Stamp (1984-2009)
- Trudie Goodwin : Gardien de la paix puis Brigadier, June Ackland (1983-2007)
- Alex Walkinshaw (en) : Gardien de la paix puis Brigadier et Lieutenant, Dale « Smithy » Smith (1999-2010)
- Simon Rouse (en) : Inspecteur-chef puis Commissaire, Jack Meadows (1989-2010)
- Chris Simmons (en) : Gardien de la paix-Détective Mickey Webb (2000-2010)
- Cyril Nri (en) : Commissaire puis Commissaire divisionnaire, Adam Okaro (2002-2006)

### Invités
- Sean Bean : Horace Clark (saison 1, épisode 4)
- Robert Carlyle : Tom Ward (saison 7, épisode 24)
- Ray Winstone : Simon Fielder / Jack MacKenzie (saison 7, épisode 85 / saison 11, épisode 96)
- Emma Bunton : Janice (saison 9, épisode 22)
- Russell Brand : Billy Case (saison 10, épisode 127)
- Keira Knightley : Sheena Rose (saison 11, épisode 39)
- David Tennant : Steven Clemens (saison 11, épisode 128)
- Martin Freeman : Craig Parnell (saison 13, épisode 3)
- James McAvoy : Gavin Donald (saison 13, épisode 75)
- Hugh Laurie : Harrap (saison 14, épisode 27)
- Roger Daltrey : Larry Moore (saison 15, épisode 45)
- Lorraine Kelly : Elle-même (saison 19, épisode 88)

## Épisodes
| Saison | Saison | Épisodes | Années    | Dates de diffusion                  |
| ------ | ------ | -------- | --------- | ----------------------------------- |
|        | 1      | 12       | 1984–1985 | 16 août 1983 – 22 janvier 1985      |
|        | 2      | 12       | 1985–1986 | 11 novembre 1985 – 10 février 1986  |
|        | 3      | 12       | 1987      | 21 septembre 1987 – 7 décembre 1987 |
|        | 4      | 48       | 1988      | 19 juillet 1988 – 29 décembre 1988  |
|        | 5      | 104      | 1989      | 3 janvier 1989 – 28 décembre 1989   |
|        | 6      | 104      | 1990      | 2 janvier 1990 – 27 décembre 1990   |
|        | 7      | 105      | 1991      | 1er janvier 1991 – 31 décembre 1991 |
|        | 8      | 105      | 1992      | 2 janvier 1992 – 31 décembre 1992   |
|        | 9      | 155      | 1993      | 5 janvier 1993 – 31 décembre 1993   |
|        | 10     | 156      | 1994      | 4 janvier 1994 – 30 décembre 1994   |
|        | 11     | 149      | 1995      | 5 janvier 1995 – 29 décembre 1995   |
|        | 12     | 156      | 1996      | 2 janvier 1996 – 31 décembre 1996   |
|        | 13     | 152      | 1997      | 2 janvier 1997 – 30 décembre 1997   |
|        | 14     | 121      | 1998      | 1er janvier 1998 – 31 décembre 1998 |
|        | 15     | 87       | 1999      | 7 janvier 1999 – 31 décembre 1999   |
|        | 16     | 86       | 2000      | 4 janvier 2000 – 29 décembre 2000   |
|        | 17     | 92       | 2001      | 5 janvier 2001 – 21 décembre 2001   |
|        | 18     | 86       | 2002      | 3 janvier 2002 – 31 décembre 2002   |
|        | 19     | 106      | 2003      | 1er janvier 2003 – 31 décembre 2003 |
|        | 20     | 98       | 2004      | 7 janvier 2004 – 30 décembre 2004   |
|        | 21     | 106      | 2005      | 5 janvier 2005 – 29 décembre 2005   |
|        | 22     | 93       | 2006      | 4 janvier 2006 – 29 décembre 2006   |
|        | 23     | 92       | 2007      | 3 janvier 2007 – 28 décembre 2007   |
|        | 24     | 88       | 2008      | 2 janvier 2008 – 31 décembre 2008   |
|        | 25     | 65       | 2009      | 1er janvier 2009 – 29 décembre 2009 |
|        | 26     | 31       | 2010      | 7 janvier 2010 – 31 août 2010       |

### Episode spéciaux
The Bill a diffusé deux épisodes en direct. Le premier était en 2003 pour célébrer le vingtième anniversaire du pilote "Woodentop".  La seconde était en 2005 pour célébrer le cinquantième anniversaire d'ITV. 
L'épisode en direct en 2003 était l'épisode n ° 162, diffusé à l'origine le 30 octobre 2003 à 20h, et produit avec un équipage de 200 employés dont sept équipages de caméras.  Il a été signalé comme étant la première émission de télévision en direct d'un programme où le tournage n'était pas limité à un studio.  La détective Juliet Becker et l'agent Cathy Bradford sont détenues en otage par un homme appelé Mark. Comme ils sont retenus en otage dans un transporteur dans la cour de la station, Cathy Bradford soulève l'alarme de la suite de la garde. Lorsque le reste de la gare arrive à l'extérieur, Mark fait savoir qu'il a l'intention de tuer Juliet Becker. La police obtient la permission de pénétrer dans le transporteur, seulement pour constater que Juliet a été poignardé. Elle est précipitée à l'hôpital, mais tente de ressusciter son échec. L'épisode a été regardé par environ 11 millions de téléspectateurs.  Cette spéciale a été diffusée plus tard sur DVD au Royaume-Uni le 31 octobre 2011, dans le cadre du «DVD Soap Box: Volume 1» de Network DVD. 
L'épisode en direct en 2005 a été l'épisode n ° 349, diffusé le 22 septembre 2005 à 20h. Dans cet épisode, il a été révélé que PC Gabriel Kent avait pris une fausse identité. Il est révélé qu'il a opéré sous le nom de son frère et est, en fait, David Kent. Dans cet épisode, le «vrai» Gabriel Kent est arrivé à Sun Hill pour rencontrer sa mère, le sergent June Ackland . Dans cet épisode, le poste de police de Sun Hill organise une réception et, à mesure que la police arrive, ils sont pris en otage par un père désemparé dont le fils a été tué par une voiture volée. Il s'ensuit une lutte dans laquelle un tir est tiré, en alertant les autres dans la construction de l'incident. Après une évacuation de la station, la surintendante Amanda Prosser encourage PC Dan Casper à tenter de dominer l'homme. Comme il le fait, Casper et le vrai Gabriel Kent sont fusillés. Le vrai Gabriel Kent est précipité à l'hôpital où le faux Gabriel Kent le menace de garder l'identité changer de secret.
Une série d'épisodes spéciaux intitulés The Bill Uncovered ont été produits pour refléter les histoires de personnages et d'événements choisis. La première était The Bill Uncovered: Des and Reg (2004) - L'histoire de l'amitié inhabituelle entre PC Des Taviner et PC Reg Hollis , traversant leur histoire du premier jour de Des à Sun Hill à sa mort dans une cellule de Sun Hill.  La seconde était The Bill Uncovered: Kerry's Story (2004), l'histoire de PC Kerry Young , qui a rencontré sa mort à l' extérieur de Sun Hill.  La troisième spéciale était The Bill Uncovered: Jim's Story (2005), L'histoire de DC Jim Carver - depuis son premier jour à Sun Hill (dans le pilote "Woodentop"). La dernière était The Bill Uncovered: On The Front Line (2006), dans lequel le surintendant Adam Okaro raconte les événements extraordinaires qui ont entouré Sun Hill au cours de son temps en charge.  Un examen de la seconde de ces promotions a critiqué les « dégénératives » de plus en plus plotlines de la série, et caractérisé la spéciale comme une « sortie cheerless » couvrant le projet de loi « travestissements de complot » s.  Les quatre éditions de The Bill Uncovered ont été diffusées sur DVD en Australie dans le cadre du coffret DVD Bill Series 26, 30 avril 2014. La dernière était The Bill Uncovered: On The Front Line (2006), dans lequel le surintendant Adam Okaro raconte les événements extraordinaires qui ont entouré Sun Hill au cours de son temps en charge.  Un examen de la seconde de ces promotions a critiqué les « dégénératives » de plus en plus plotlines de la série, et caractérisé la spéciale comme une « sortie cheerless » couvrant le projet de loi « travestissements de complot » s.  Les quatre éditions de The Bill Uncovered ont été diffusées sur DVD en Australie dans le cadre du coffret DVD Bill Series 26, 30 avril 2014. La dernière était The Bill Uncovered: On The Front Line (2006), dans lequel le surintendant Adam Okaro raconte les événements extraordinaires qui ont entouré Sun Hill au cours de son temps en charge.  Un examen de la seconde de ces promotions a critiqué les « dégénératives » de plus en plus plotlines de la série, et caractérisé la spéciale comme une « sortie cheerless » couvrant le projet de loi « travestissements de complot » s.  Les quatre éditions de The Bill Uncovered ont été diffusées sur DVD en Australie dans le cadre du coffret DVD Bill Series 26, 30 avril 2014. Dans lequel le surintendant Adam Okaro raconte les événements extraordinaires qui ont entouré Sun Hill au cours de son temps en charge.  Un examen de la seconde de ces promotions a critiqué les « dégénératives » de plus en plus plotlines de la série, et caractérisé la spéciale comme une « sortie cheerless » couvrant le projet de loi « travestissements de complot » s.  Les quatre éditions de The Bill Uncovered ont été diffusées sur DVD en Australie dans le cadre du coffret DVD Bill Series 26, 30 avril 2014. Dans lequel le surintendant Adam Okaro raconte les événements extraordinaires qui ont entouré Sun Hill au cours de son temps en charge.  Un examen de la seconde de ces promotions a critiqué les « dégénératives » de plus en plus plotlines de la série, et caractérisé la spéciale comme une « sortie cheerless » couvrant le projet de loi « travestissements de complot ».  Les quatre éditions de The Bill Uncovered ont été diffusées sur DVD en Australie dans le cadre du coffret DVD Bill Series 26, 30 avril 2014. et caractérisé la spéciale comme une « sortie cheerless » couvrant le projet de loi « travestissements de complot » s.  Les quatre éditions de The Bill Uncovered ont été diffusées sur DVD en Australie dans le cadre du coffret DVD Bill Series 26, 30 avril 2014. et caractérisé la spéciale comme une « sortie cheerless » couvrant le projet de loi « travestissements de complot » .  Les quatre éditions de The Bill Uncovered ont été diffusées sur DVD en Australie dans le cadre du coffret DVD Bill Series 26, 30 avril 2014. 
En 2008, un programme spécial intitulé « The Bill Made Me Famous » à la lumière du 25e anniversaire de l'émission a été diffusé, qui a vu d'anciens acteurs et invités spéciaux inviter leurs récits à travailler sur le spectacle et à changer leur vie. Il comprenait d'anciens favoris tels que Billy Murray ( DS Don Beech ), Chris Ellison ( DI Frank Burnside ) et des personnalités télévisées populaires telles que Paul O'Grady et Les Dennis .
Un épisode de croisement en deux parties avec la série allemande Brigade du crime, intitulé "Proof of Life" en anglais ou "Entführung in London" en allemand, a été diffusé en novembre 2008. 
À la suite du dernier épisode de The Bill, le 31 août 2010, une spéciale d'une heure intitulée Farewell The Bill a été diffusée.  Le spécial a exploré l'histoire de la série et a donné aux téléspectateurs un aperçu du tournage du dernier épisode.  Cette spéciale a été publiée plus tard sur DVD en Australie le 5 octobre 2011, ainsi que le dernier épisode " Respect " en deux parties .

## Distinctions

### Récompenses
- British Academy Television Awards 2009 : meilleur feuilleton dramatique

### Nominations
- British Academy Television Awards 2008 : meilleur feuilleton dramatique
- British Academy Television Awards 2010 : meilleur feuilleton dramatique